# Hans Voigt (Architekt)
Hans Voigt (* 24. Oktober 1879 in Leipzig; † 1953 ebenda) war ein deutscher Architekt.

## Leben
Voigt studierte an der Technischen Hochschule (Berlin-)Charlottenburg. Nach seinem Studium arbeitete er als Architekt in Leipzig. Von 1905 bis 1914 war er im Leipziger Architekturbüro von Emil Franz Hänsel als Erster Architekt angestellt, dort war er an vielen Bauten Hänsels beteiligt. Ab 1920 arbeitete Voigt mit dem Architekten Carl William Zweck (1878–1951) in einem gemeinsamen Architekturbüro. Das Büro Zweck & Voigt entwarf im Stil der Neuen Sachlichkeit viele Bauten in Leipzig. Als sein Hauptwerk gilt das mit stilistischen Anklängen an Neue Sachlichkeit und Art déco erbaute Neue Grassimuseum, den seinerzeit modernsten Museumsbau Deutschlands.
Hans Voigt war Mitglied im Bund Deutscher Architekten. Er starb im Alter von 73 Jahren und wurde auf dem Friedhof Gohlis in Leipzig beigesetzt.

## Werk

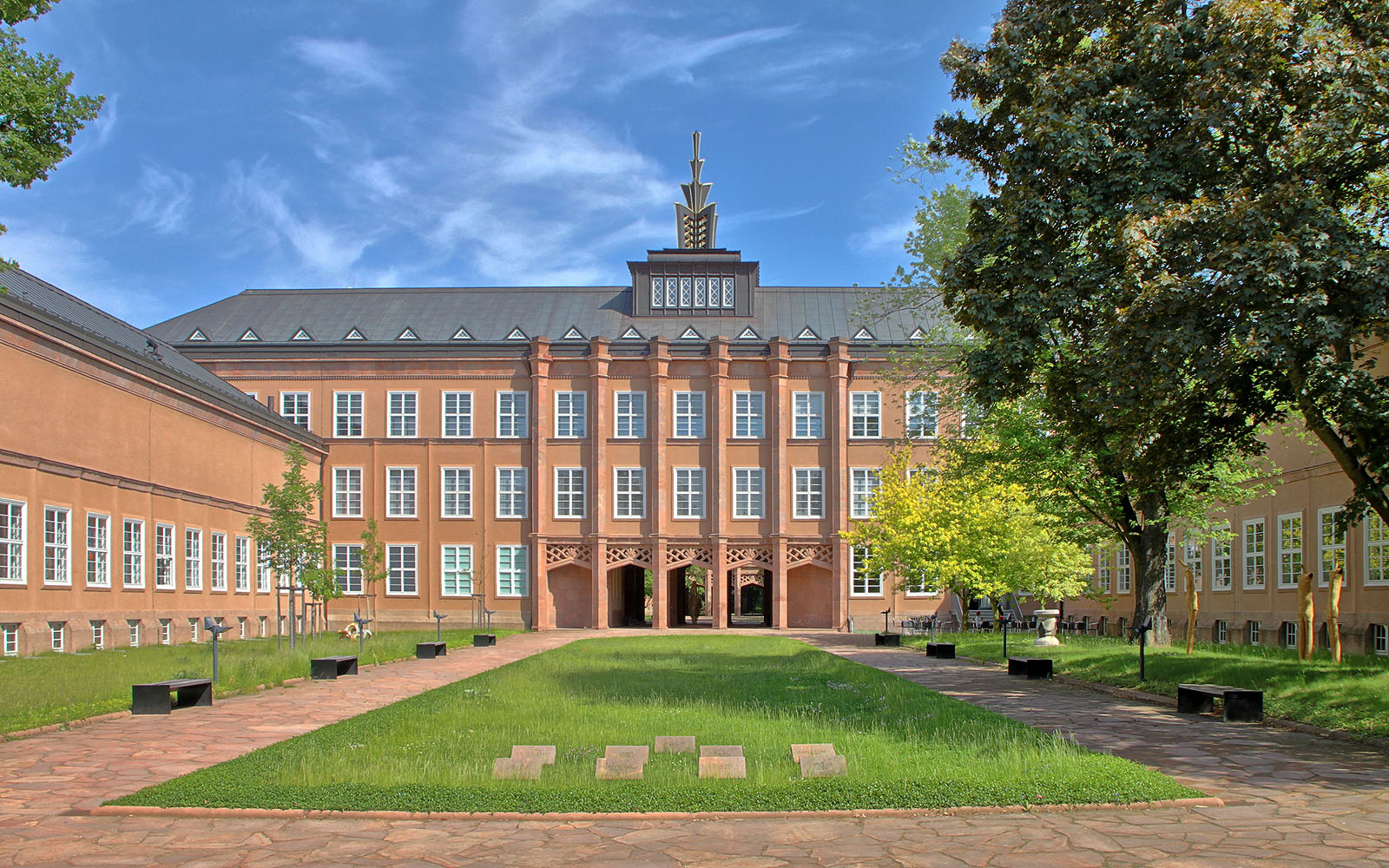
Erster Hof des Neuen Grassimuseums in Leipzig

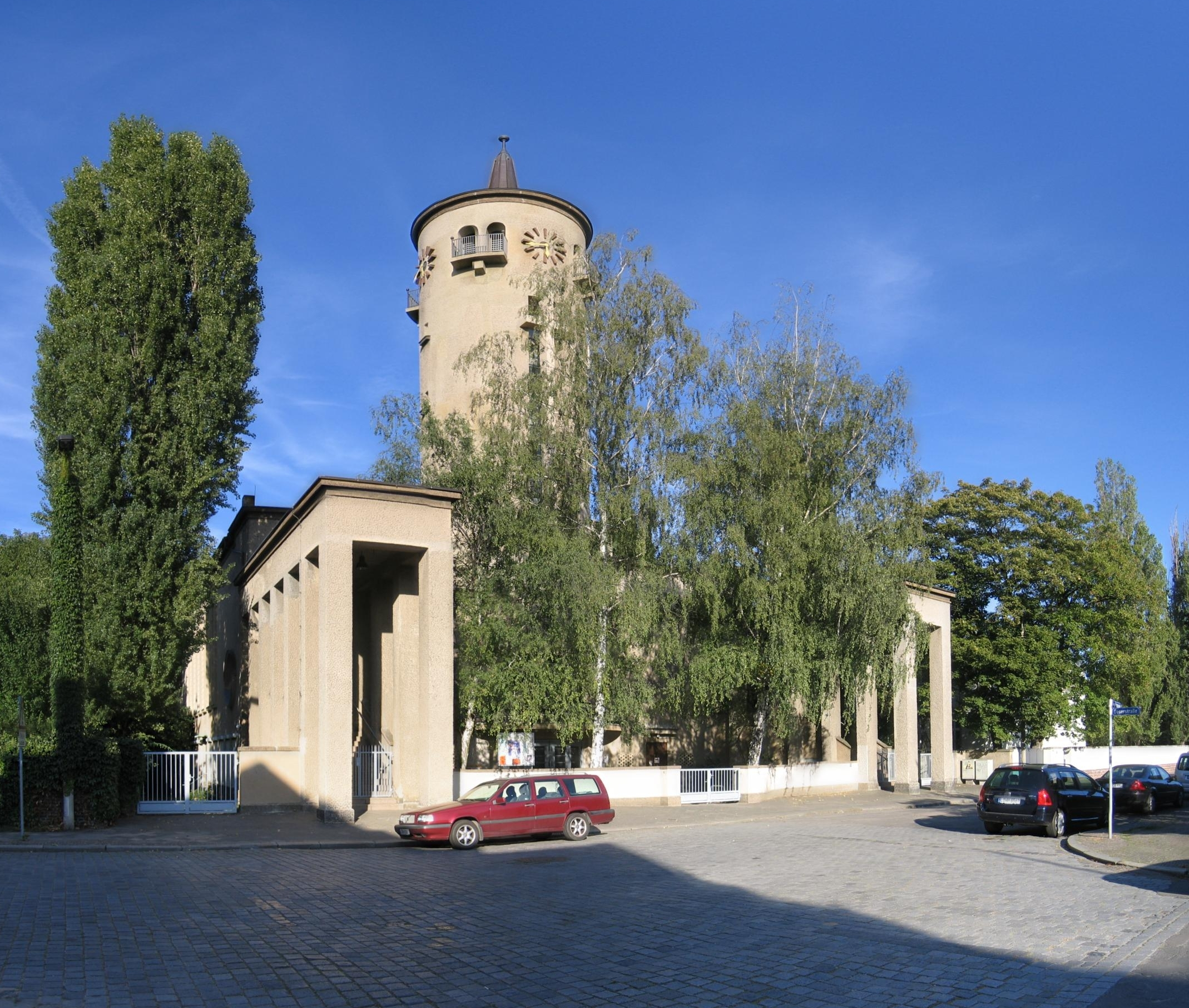
Bethanienkirche in Leipzig-Schleußig

Mitarbeit an Projekten von Emil Franz Hänsel
- 1906–1908: Warenhaus Brühl in Leipzig
- 1908–1910: Messepalast Specks Hof in Leipzig, Reichsstraße 6
- 1910: Wohnhaus für Ludwig Hupfeld in Leipzig, Lumumbastraße 11/13
- 1910–1911: Fabrikanlage der Ludwig Hupfeld AG in Böhlitz-Ehrenberg, Ludwig-Hupfeld-Straße 16
- 1913: Büro- und Geschäftshaus König-Albert-Haus in Leipzig, Markt 9
- 1913: Marienheim in Leipzig, Chopinstraße 14

Bauten und Entwürfe in selbständiger Tätigkeit zusammen mit Carl William Zweck
- 1920: Wiederaufbau des im Kapp-Putsch zerstörten Volkshauses in Leipzig, Südstraße 30/32 (heute Karl-Liebknecht-Straße)
- 1922: Wohnhäuser Kirschbergstraße 4, 6, 6a in Leipzig
- 1925–1929: Neues Grassimuseum in Leipzig, Johannisplatz 5–11
- 1924: Heldendenkmal in Markranstädt
- 1927: Stadtsparkasse in Rochlitz
- 1927: Wettbewerbsentwurf für die Umgestaltung des Augustusplatzes in Leipzig (prämiert mit einem 3. Preis)
- 1928: Wohnhaus Voigt in Leipzig, Kleiststraße 47
- 1931: Blumenhalle Tietze in Leipzig, Theresienstraße 75
- 1931–1933: evangelisch-lutherische Bethanienkirche in Leipzig-Schleußig, Stieglitzstraße 42
- 1933: Diakonissen-Feierabendhaus in Leipzig-Lindenau

1927 führten Zweck und Voigt nach Entwurf von Paul Schultze-Naumburg den „rebarockisierenden“ Umbau des Schlosses Zöbigker in Markkleeberg-Zöbigker aus.